# Fore! (film)
Fore! è un cortometraggio muto del 1922. Il nome del regista non viene riportato.
È un documentario sportivo che esamina il gioco del golf con la partecipazione di alcuni tra i più grandi campioni e quella di note personalità del mondo dello spettacolo.

## Produzione
Il film fu prodotto dalla Sport Pictorials.

## Distribuzione
Distribuito dalla Goldwyn Distributing Corporation, uscì nelle sale cinematografiche USA il 2 aprile 1922.